# 静岡県道261号磐田細江線
静岡県道261号磐田細江線（しずおかけんどう261ごう いわたほそえせん）は、静岡県磐田市と浜松市中央区、浜名区を通る一般県道である。

## 概要

### 路線データ
- 陸上距離 : 23.2km
- 起点 : 磐田市中泉（静岡県道56号磐田停車場線交点）
- 終点 : 浜松市浜名区細江町気賀（国道362号交点／静岡県道49号細江舞阪線起点・気賀四ツ角交差点）

## 特徴

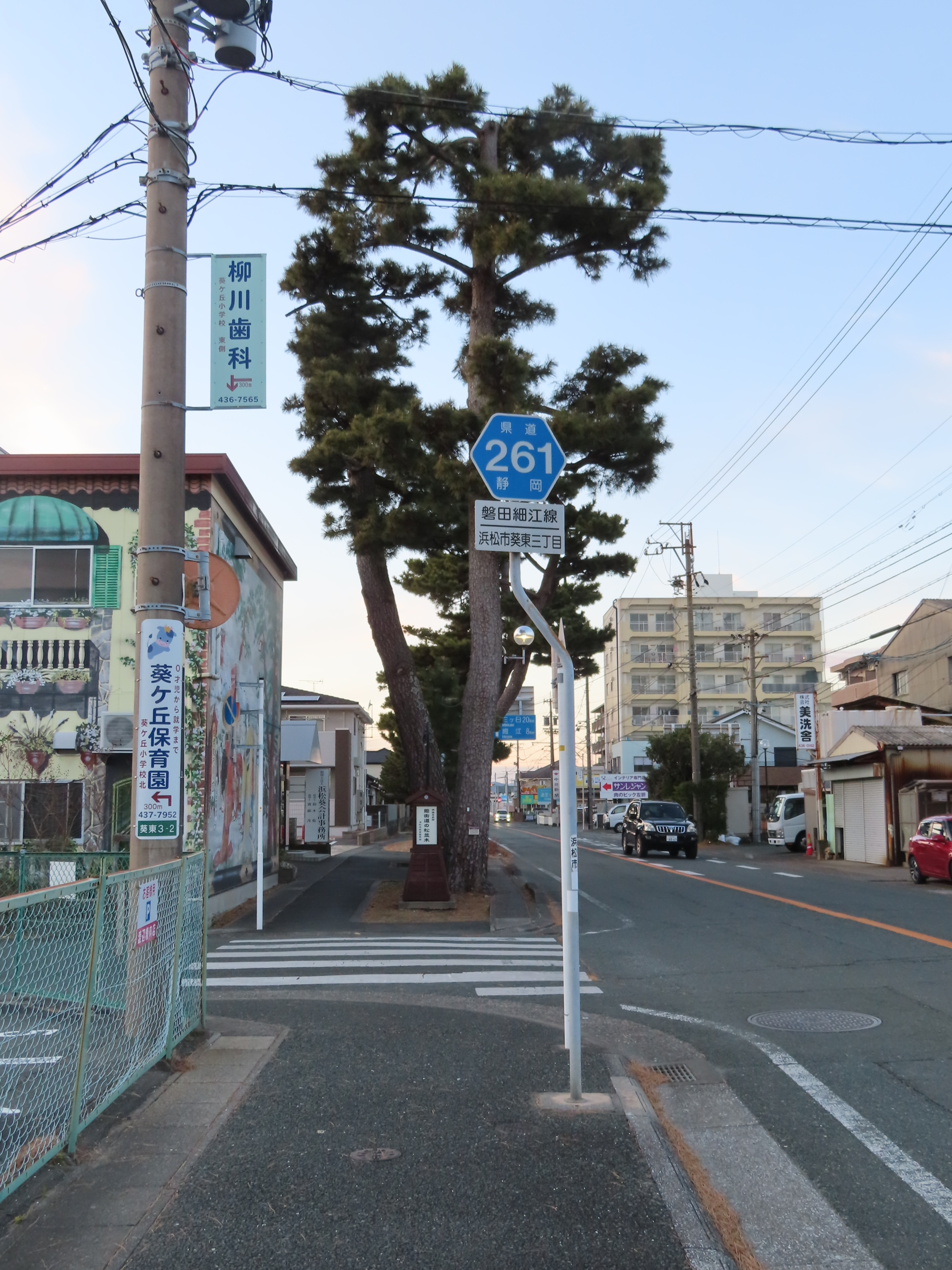
浜松市中央区葵東にて。松並木が見られる。

- 磐田市と天竜川橋の部分は旧国道1号を降格した区間である。
- 磐田市（旧豊田町）の一部は旧東海道であり、同市森下 - 宮之一色では松並木がみられる。
- 浜松市中央区側の旧姫街道区間である、国道257号（元追分）交差点 - 遠鉄バス奥大谷バス停付近の間にも松並木が見られる。
- 池田の渡し跡に近い白鳥交差点から終点までは、かつての姫街道である。なお県道314号の安新町交差点・下石田北交差点間は、東海道とを結ぶ姫街道の支線であり、下石田北で合流する。
- 天竜川に架かる天竜川橋には右折レーンが無く、橋東側では堤防沿いの静岡県道343号上野部豊田竜洋線へ右折する車両のために慢性的な渋滞に悩まされていた。2007年（平成19年）頃に右折禁止とし堤防東側にアンダーパスを整備したため、渋滞が緩和された。
- 本線上に案内標識が設置されていない分岐や交差点が多いので、道なりに進むと別の道に進入しやすく注意が必要である（終点から起点へ向かう場合の有玉西町交差点、下石田北交差点など）。

## 別名
- 姫街道（浜松市）

## 通過する自治体
- 静岡県
  - 磐田市 - 浜松市

## 主な接続路線
起点から順に
- 静岡県道56号磐田停車場線（商工会議所前交差点：丁字分岐）
- 静岡県道262号豊田竜洋線（長森交差点、池田入口交差点）
- 静岡県道343号上野部豊田竜洋線（天竜川橋東交差点から僅かに重複）
- 静岡県道344号二俣浜松線（天竜川西交差点、中里町交差点）
- 静岡県道312号中野子安線（中野町IC交差点：直進）
- 国道1号（中野町IC）
- 静岡県道313号笠井飯田線（中野町IC交差点・白鳥交差点間で重複）
- 静岡県道65号浜松環状線（流通元町交差点）
- 静岡県道314号中野市野線（下石田北交差点：姫街道支線①）
- 静岡県道45号天竜浜松線（市野町交差点）

- 静岡県道296号熊小松天竜川停車場線（浜松市中央区市野町で重複）
- 国道152号（馬込大橋北交差点）
- 柏原上島線（有玉西町(豊隆団地)交差点）
- 国道257号（一里塚橋交差点(新道)、元追分交差点(旧道：都心方面は姫街道支線②)）
- 静岡県道65号浜松環状線（葵町交差点）
- 静岡県道319号村櫛三方原線（権七交差点）
- 静岡県道305号金指停車場和地線（湖東交差点）
- 静岡県道49号細江舞阪線（気賀四ツ角交差点：左折）
- 国道362号（気賀四ツ角交差点：直進・右折）